# Pasaporte eslovaco

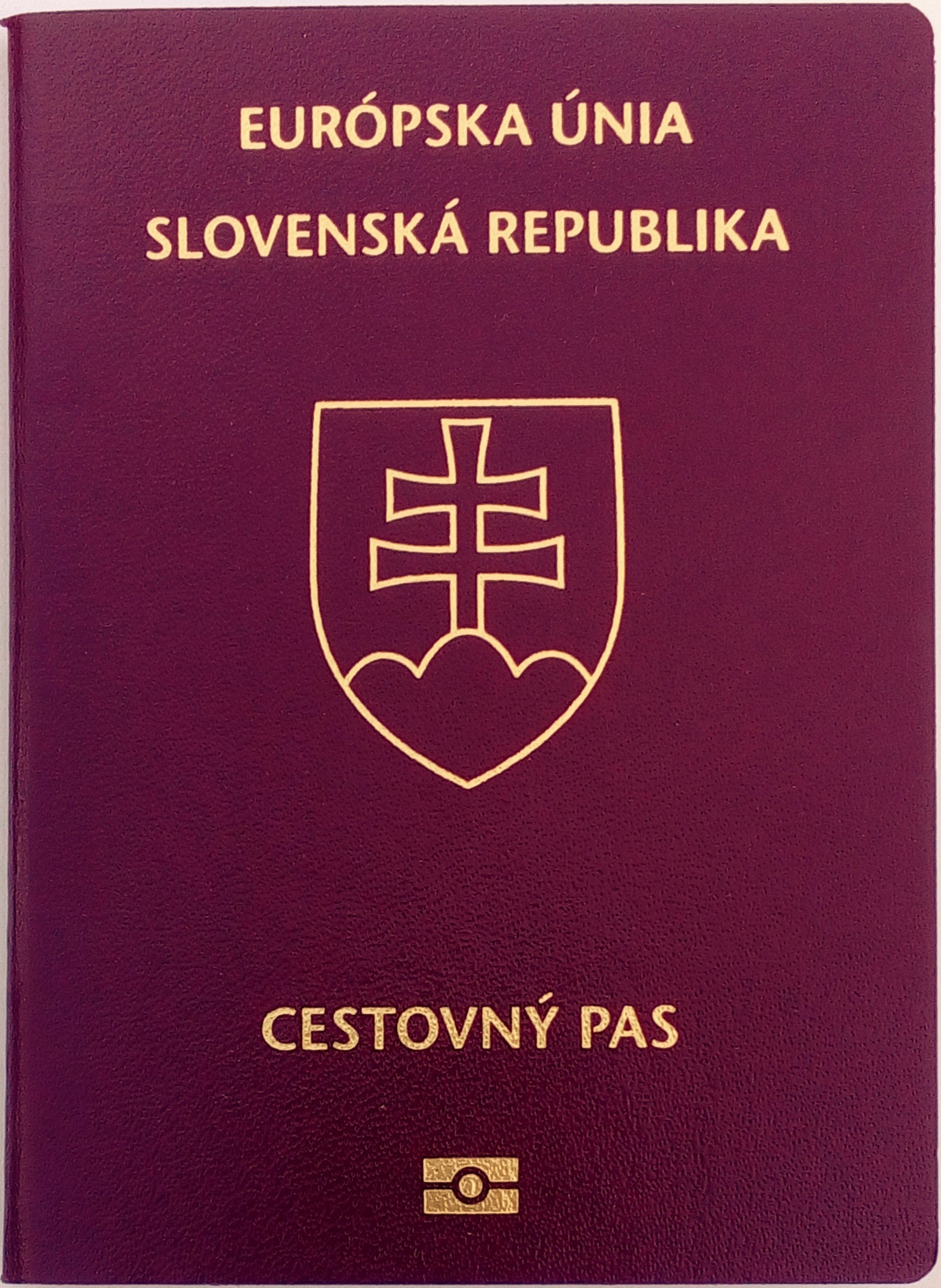
Actual pasaporte biométrico eslovaco

El pasaporte eslovaco (en eslovaco, Slovenský pas) se emite a los ciudadanos de Eslovaquia para permitir el viaje internacional legal. Todos los ciudadanos eslovacos también son ciudadanos de la Unión Europea El pasaporte, junto con el documento de identidad nacional, permite la libre circulación y residencia en cualquiera de los estados de la Unión Europea y del Espacio Económico Europeo.
Todo ciudadano eslovaco tiene derecho a poseer dos pasaportes del mismo tipo, si lo desea. El segundo pasaporte es válido por 5 años (en lugar del estándar de 10 años), mientras que la tarifa sigue siendo la misma. Los pasaportes en Eslovaquia son emitidos por la policía.

## Historia
Eslovaquia comenzó a emitir los pasaportes biométricos actuales el 15 de enero de 2008. Los datos biométricos consistieron en la imagen de la cara. El 22 de junio de 2009, los pasaportes se cambiaron para incluir los segundos datos biométricos de las huellas dactilares. Debido a la naturaleza de la adquisición de datos biométricos, los pasaportes ahora se emiten solo directamente a los propietarios del pasaporte.

## Características
El pasaporte eslovaco cumple con las características de los pasaportes de la Unión Europea La cubierta es de color rojo burdeos con el escudo de Eslovaquia en el centro, las palabras "EURÓPSKA ÚNIA" e inmediatamente debajo "SLOVENSKÁ REPUBLIKA" sobre el escudo y la palabra "CESTOVNÝ PAS" en la parte inferior. En el pasaporte biométrico (pasaporte electrónico) también aparece el símbolo correspondiente.

### Página de identificación
Los pasaportes eslovaco incluyen los siguientes datos:
- Foto del titular del pasaporte (35x45 mm; Altura de la cabeza (hasta la parte superior del cabello): 34.5mm; Distancia desde la parte superior de la foto hasta la parte superior del cabello: 3mm)
- Tipo (P)
- Código de país
- Número de pasaporte
- Apellidos (Incluye el nombre de soltera del padre/madre)
- Nombres
- Nacionalidad
- Observaciones
- Fecha de nacimiento
- Número de identificación personal
- Sexo
- Lugar de nacimiento
- Fecha de expedición
- Autoridad
- Fecha de caducidad

## Requisitos de Visado

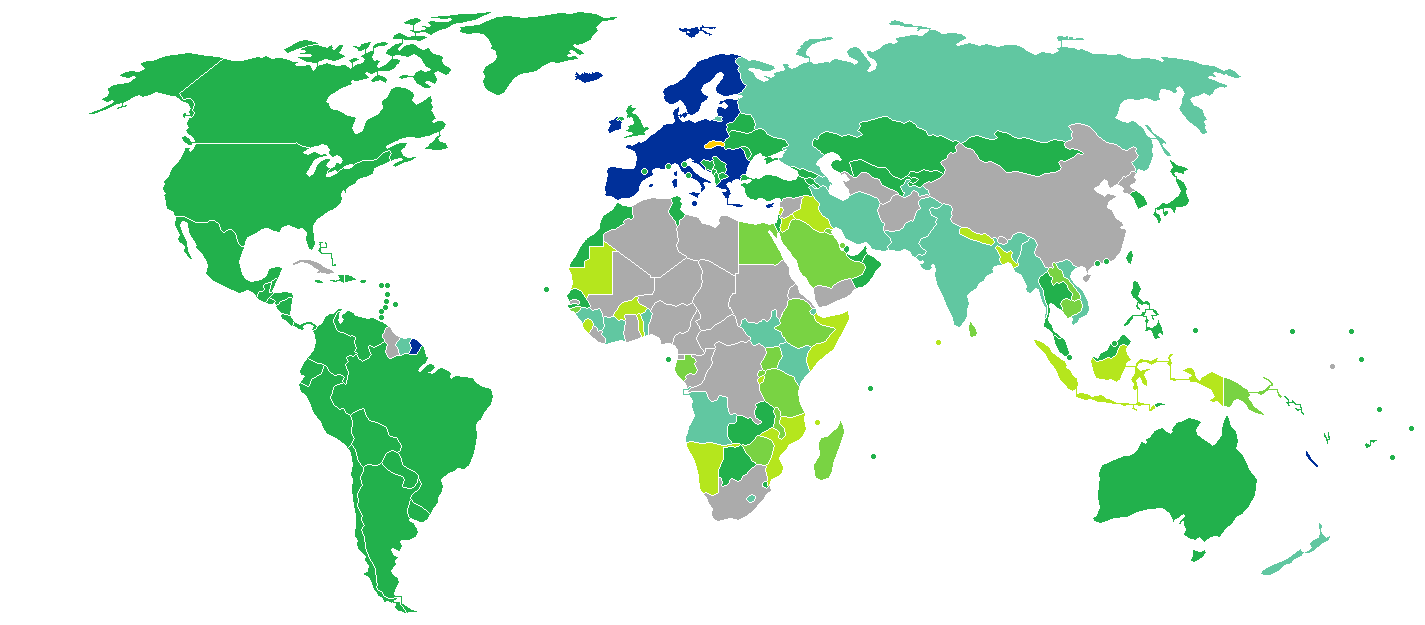
Visa requirements for Slovak citizens
Eslovaquia
Libre movimiento (Espacio Schengen)
No requiere visa
Visa a la llegada
eVisa
Visa disponible tanto a la llegada como en línea
Se requiere visa antes de la llegada

A partir del 1 de enero de 2017, los ciudadanos eslovacos tenían visado libre o visa a su llegada a 165 países y territorios, clasificando el pasaporte eslovaco como el duodécimo en términos de libertad de viaje (vinculado con los pasaportes letón, liechtensteiniano y esloveno) según el índice de restricciones de Visa.

## Galería de imágenes históricas

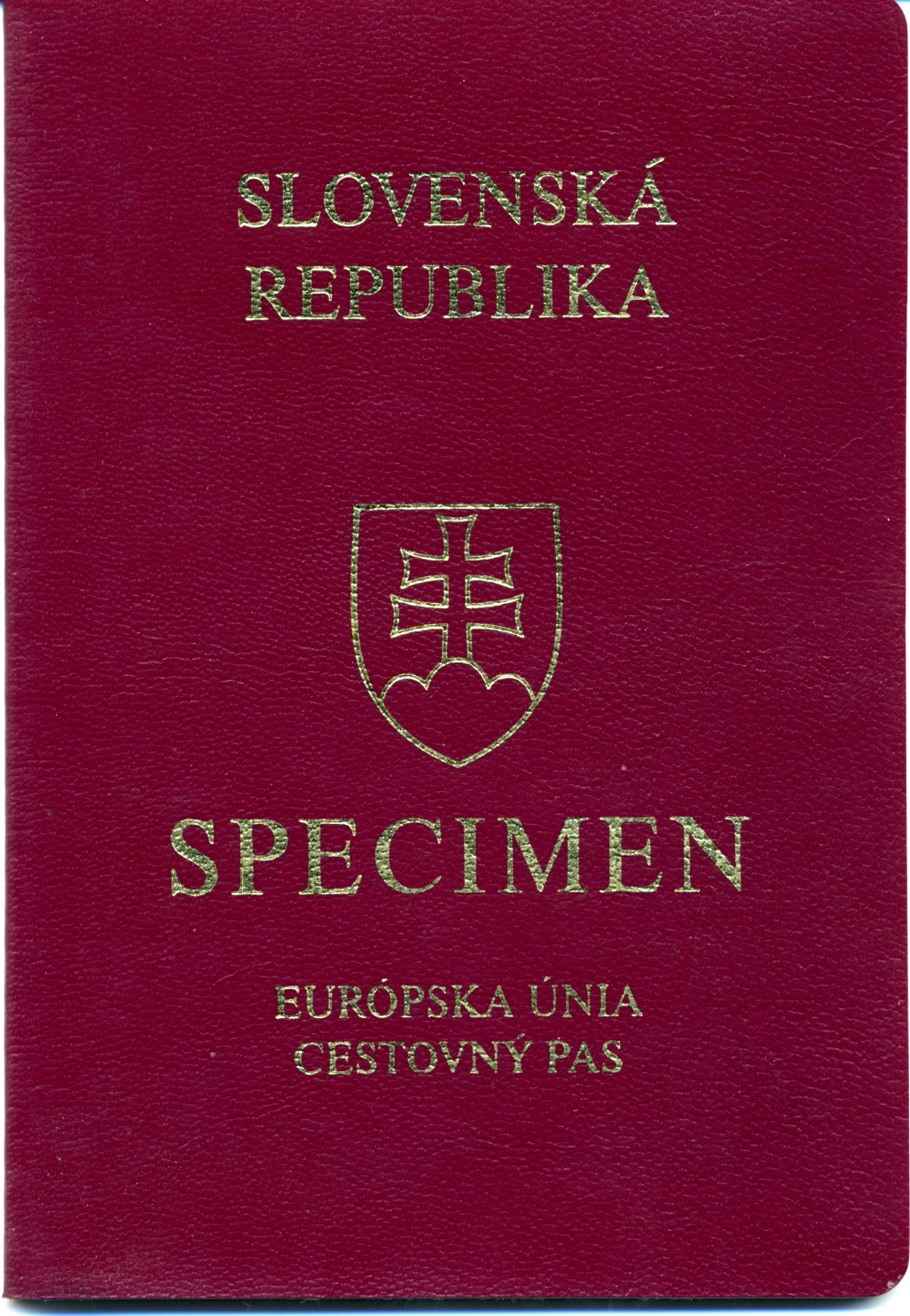
La versión no biométrica emitida entre 2005 y 2008. La foto se imprimió directamente en la página de datos. Esto es un espécimen.
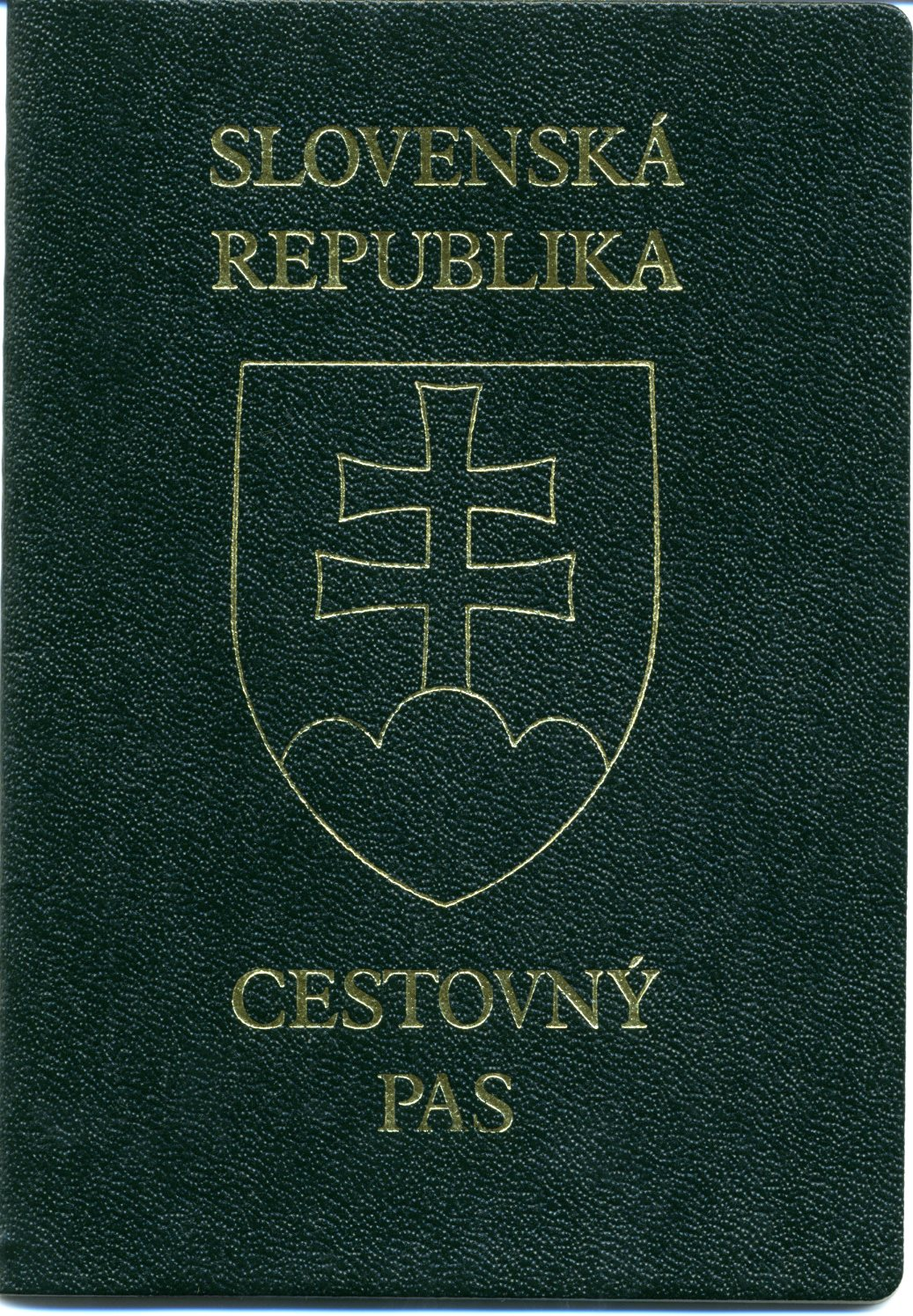
La versión no biométrica emitida entre 1994 y 2005. La foto se pegó en la página de datos, que luego se laminó.
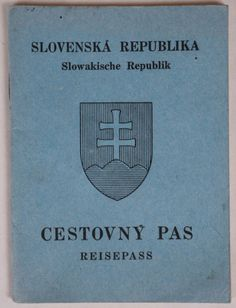
Pasaporte eslovaco expedido entre 1939 y 1945 por la República Eslovaca.